# Зеппос, Николас
Ни́колас С. Зе́ппос (греч. Νικόλας Σ. Ζέππος, англ. Nicholas S. Zeppos; род. 1954, Милуоки, Висконсин, США) — американский адвокат и университетский администратор греческого происхождения, 8-й канцлер Университета Вандербильта (с 2007 года). Является одним из самых высокооплачиваемых президентов университетов США. Согласно журналу «Forbes» Зеппос занимает пятое место в списке «Канцлеров колледжей с самым высоким заработком» ($ 2,23 млн).

## Биография
Николас С. Зеппос родился в 1954 году в городе Милуоки (Висконсин, США) в семье греков. Имеет двух братьев. Его дедушка, родившийся в Афинах (Греция), иммигрировал в США вместе со своими четырьмя братьями.
Получил учёные степени бакалавра истории и доктора права, окончив Висконсинский университет в Мадисоне.

## Карьера
Начал карьеру в качестве практикующего адвоката в Вашингтоне (округ Колумбия), работая в министерстве юстиции США, а также в одной из лучших юридических фирм в США «Wilmer, Cutler & Pickering».
С 1987 года начал работать на юридическом факультете Университета Вандербильта, последовательно занимая ряд должностей, в том числе профессора права, заместителя декана юридического факультета, вице-канцлера по академическим вопросам (2001), вице-канцлера по вопросам организационного планирования и развития. В 2002—2008 годах, занимая пост вице-канцлера по академическим вопросам, курировал бакалаврские, магистрские и профессиональные учебные программы, а также научные исследования в областях искусства, науки, музыки, образования, права и др..
В августе 2007 года, после ухода Гордона Джи, назначен временным канцлером Университета Вандербильта.
1 марта 2008 года советом попечителей университета назначен канцлером Университета Вандербильта.
Активно пишет на темы законодательства, административного права и профессиональной ответственности.
Занимал должности председателя комитета по делам учёных в федеральных органах судебной власти США и председателя консультативного комитета по регламенту апелляционного суда шестого округа США.
Николас Зеппос является членом Консультативного совета по вопросам высшего образования в сфере национальной безопасности (NSHEAB), созданного 15 декабря 2005 года директором ФБР Робертом С. Мюллером III, а также членом совета директоров Фонда по обмену в области образования между Канадой и США (также известного как «Fulbright Canada»), осуществляющего управление престижной Программой Фулбрайта в Канаде.
Является членом правления торговой палаты метрополитенского ареала Нашвилл и Фонда государственного образования Нашвилла (Теннесси).
В 2012 году попал в список авторитетного финансово-экономического журнала «Forbes» как один из пяти самых высокооплачиваемых президентов университетов США с зарплатой $ 2,23 млн. В 2008 году заработал $ 2,4 млн.

## Личная жизнь
Женат на писательнице Лидии Хоуарт, в браке с которой имеет двух сыновей, Бенджамина и Николаса.